# Erzsébet tér autóbusz-pályaudvar
Az Erzsébet tér autóbusz-pályaudvar (korábban 1946-tól Sztálin tér, 1953-tól Engels tér, 1990-től Erzsébet tér) egy megszűnt budapesti autóbusz-pályaudvar, amelyet a MÁVAUT, majd a Volánbusz üzemeltetett 1949 és 2001 között.

## Története
A főváros központi autóbusz-pályaudvarát 1949-ben létesítették Nyiri István tervei alapján. (Előtte az Oktogonról 1927 óta indultak a nemzetközi és a távolsági járatok.) 1977-ben műemléki védettséget kapott. Az ország legnagyobb buszállomásának jelentősége 1982-ben a Stadion autóbusz-pályaudvar átadása miatt lecsökkent, ugyanis a keleti országrészt kiszolgáló vonalakat az új pályaudvarig rövidítették vissza. 1986-ban az Árpád hídi, majd 1999-ben az Etele téri autóbusz-állomás megnyitásával tovább vesztett jelentőségéből. 2001. október 16-án kormánydöntés értelmében az Erzsébet téri buszállomást bezárták, az autóbuszokat az Etele térre és az ideiglenes népligeti végállomásra irányították át. Épületében 2011 és 2016 között a Design Terminal működött, napjainkban a Fröccsterasz nevű szórakozóhely működik az egykori autóbusz-pályaudvar helyén.

## Galéria

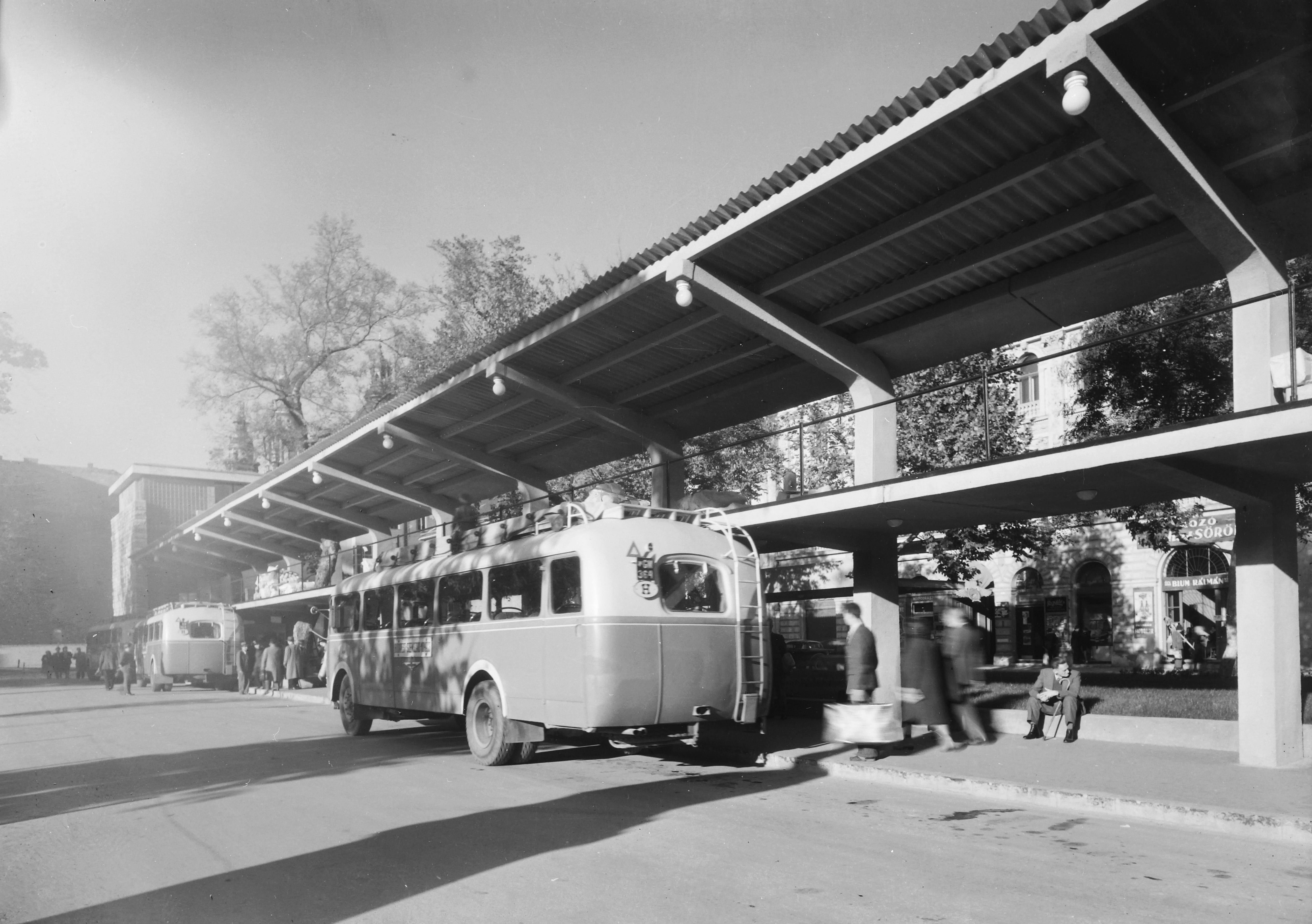
Chausson gyártmányú buszok az átadás idején
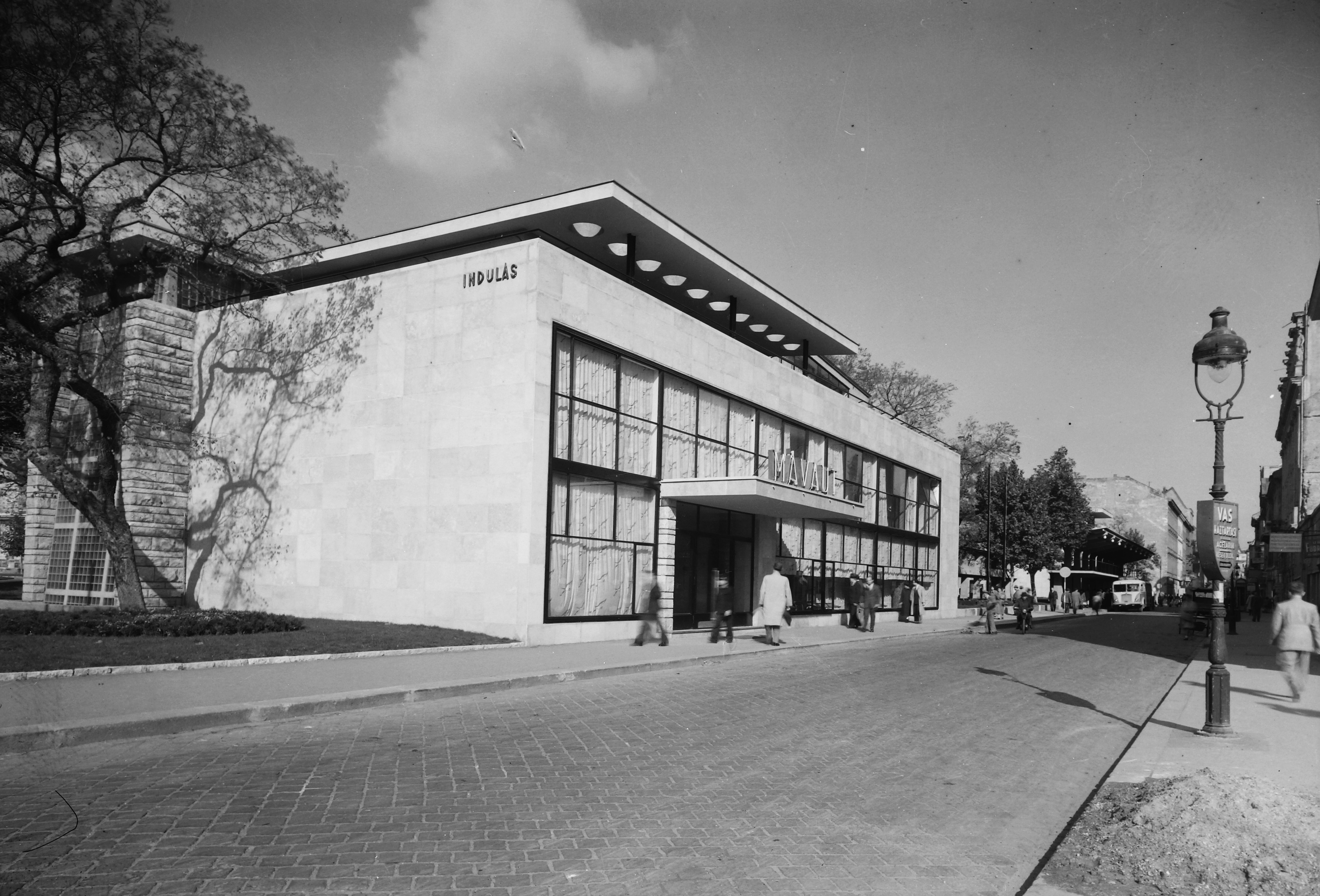
Az állomásépület kívülről…
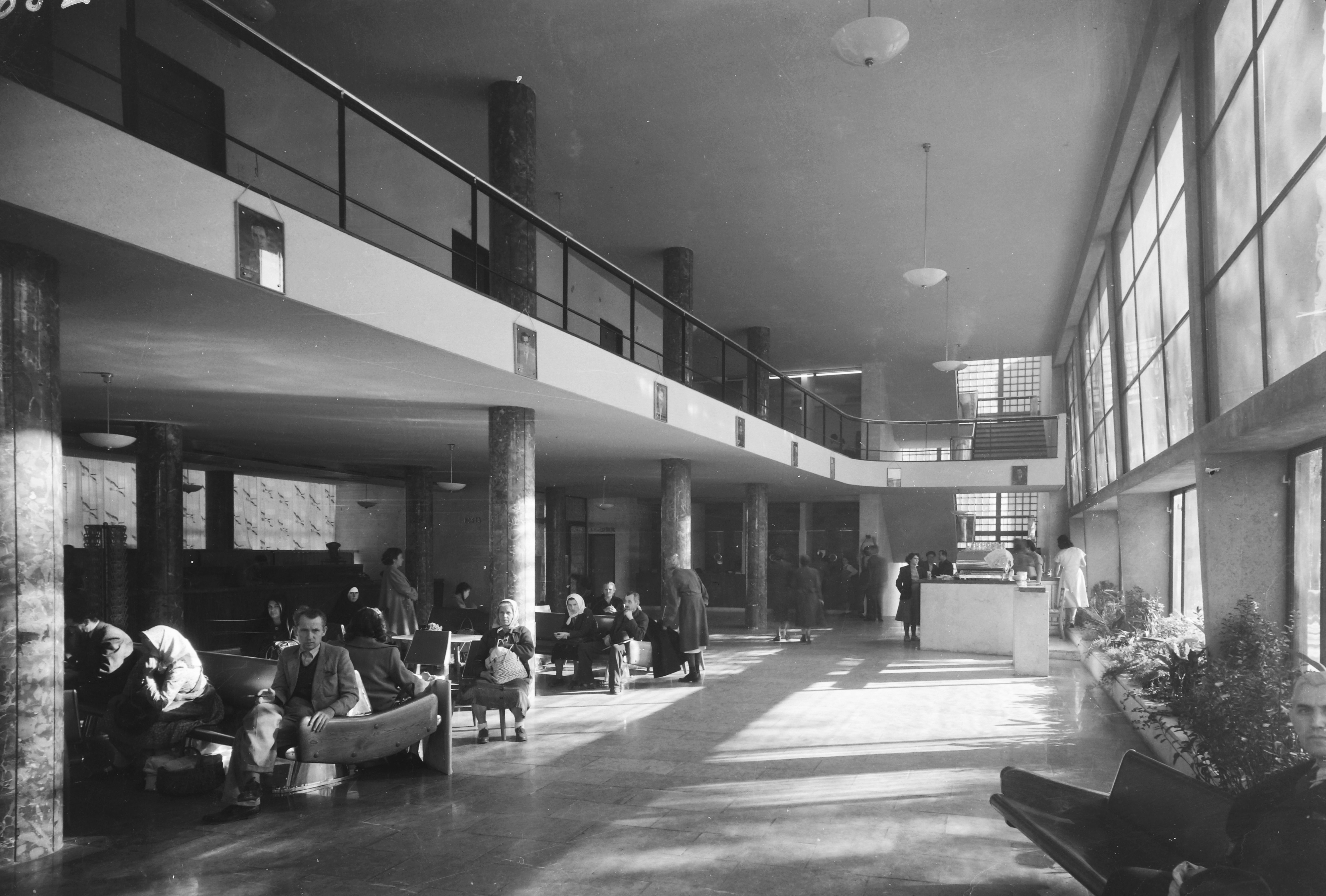
és belülről 1949-ben
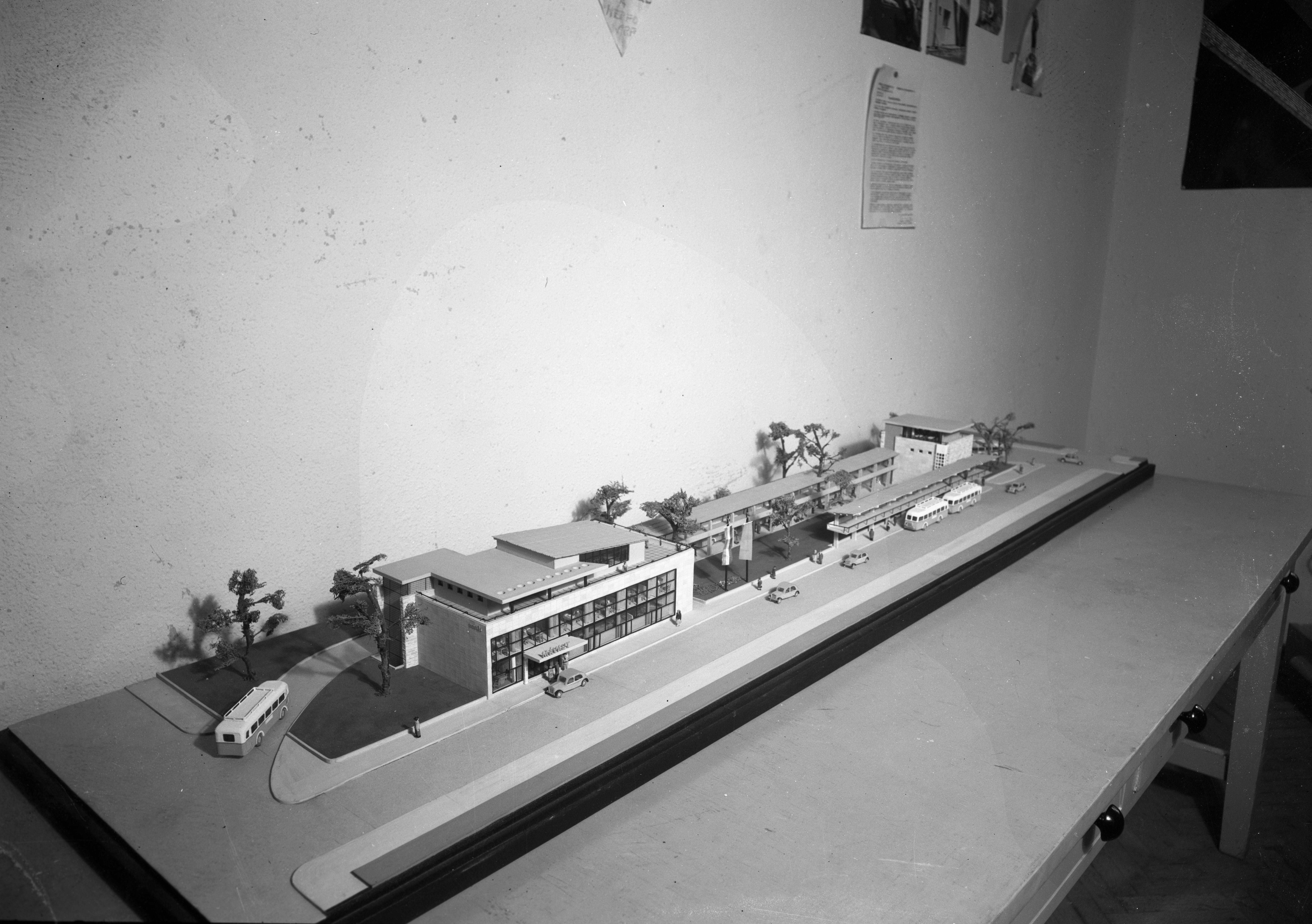
A pályaudvar makettje
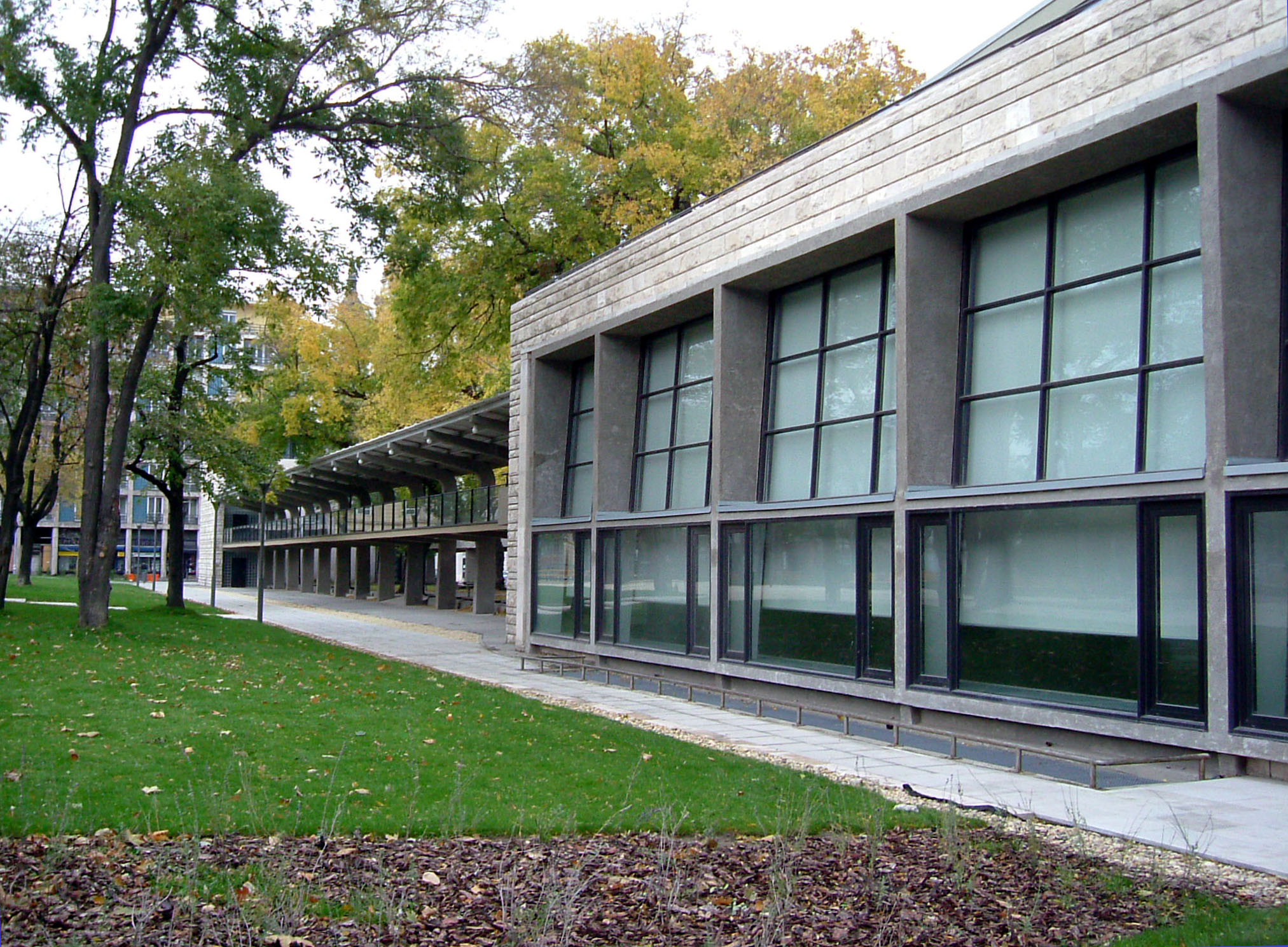
Az állomásépület napjainkban